# Biodostupnost
Jako biodostupnost (angl. bioavailability) se ve farmakologii označuje podíl podané dávky nezměněné látky, který vstoupí do systémového oběhu. Jde o jednu z hlavních farmakokinetických vlastností léčiv. Podle definice: podá-li se látka do žíly, její biodostupnost je 100 %. Ovšem při podání jinými cestami (například orálně) biodostupnost klesá (vzhledem k neúplné absorpci a metabolismu prvního průchodu) a může se lišit osobu od osoby (vzhledem k individuálním odlišnostem). Biodostupnost je jednou z hlavních veličin farmakokinetiky, protože se s ní musí pracovat při výpočtu dávkování při ne-nitrožilních způsobech podání léčiv.
Pro dietní doplňky, byliny a jiné nutrienty, u kterých je cesta podání skoro vždy ústy, je biodostupnost obecně určena jednoduše jako množství či podíl požité dávky, která se vstřebá.
Biodostupnost je pro léčiva a pro dietní doplňky definována mírně odlišně, především kvůli způsobu podání a právním regulacím.
Biopřístupnost je koncept příbuzný k biodostupnosti v kontextu biodegradace a znečištění životního prostředí. Molekula (často perzistentní organický polutant) se považuje za biopřístupnou, pokud „může projít buněčnou membránou z prostředí do organismu, má-li organismus k chemikálii přístup“.